# Albert Frigyes porosz herceg
Albert Frigyes (1553. április 29. – 1618. augusztus 27.) a második és egyben utolsó porosz herceg 1568-tól haláláig.

## Élete
Már idős ember volt Albert herceg, amikor a fia, Albert Frigyes megszületett 1553-ban, Königsbergben. Édesapja kitűnő nevelésben részesítette, de még 15 éves ifjú volt, amikor Albert halála után trónra került. Mivel Albert Frigyes nem tudta megakadályozni az 1566-tól kormányzó önző, fanatikusan ortodox rendi párt zsarnokoskodásait az államban, a minden emberi támasz nélkül maradt ifjú herceg 1571-re búskomorságba esett. 
1577-ben a lengyel király adminisztrátort nevezett ki Poroszország részére, György Frigyes brandenburg–ansbachi őrgróf (1539–1603) brandenburgi választófejedelem személyében. 1603-ban Joachim Frigyes brandenburgi választófejedelem, az ő halála (1608) után pedig fia (egyben Albert Frigyes veje), János Zsigmond lett a hercegség adminisztrátora. 
Albert Frigyes édesapjához hasonlóan igen hosszan – kereken 50 éven át – állt Poroszország élén, de valójában nem uralkodott. 65 éves korában hunyt el Fischhausenben 1618 nyarán. Mivel fiai korán elhaltak, a kormányzó Zsigmond egyesíthette Poroszországot Brandenburggal.

## Lásd még
- Poroszország és Brandenburg uralkodóinak listája

| Előző uralkodó: Albert | Poroszország hercege 1568 – 1618 | Következő uralkodó: nem volt |